# Ana Karina Soto
Ana Karina Soto Arévalo (Ocaña, 30 de abril de 1979) es una presentadora de televisión, productora de cine, teatro y actriz colombiana quien es abogada de profesión.

## Estudios
Soto realizó sus estudios de secundaria en Cúcuta. En la misma ciudad estudió Derecho, en la Seccional Cúcuta de la Universidad Libre, tiempo durante el cual trabajó en radio y televisión. Se graduó en 2004.

## Carrera
En 2002 apareció en los medios de su país al ser seleccionada como participante del programa de telerrealidad Protagonistas de Novela, certamen del que emergieron otras figuras de la televisión colombiana como Daniel Arenas, Ximena Córdoba, Pedro Palacio, Adriana Silva, Tiberio Cruz y Jaider Villa. Tras su participación en el reality inició una carrera como actriz, interpretando el papel de Eunice en la popular telenovela La costeña y el cachaco en 2003. Ese mismo año integró el reparto de la serie de televisión Retratos. En 2004 tuvo una breve aparición en la serie de televisión Pandillas, guerra y paz.
Más adelante empezó a desempeñarse como presentadora de televisión, conduciendo los programas La isla de los famosos 2: una aventura pirata y La isla de los famosos 3: la gran apuesta en 2005. Dos años después participó como concursante en La isla de los famosos 4: una aventura maya y unos años más tarde integró el elenco de la franja de entretenimiento de Noticias RCN como presentadora. Más adelante empezó a desempeñarse en la producción de cine y teatro, produciendo el corto 20 dólares en la Habana en 2016 y la obra teatral Casting en 2018.

## Vida personal
Mientras se encontraba participando en el programa Protagonistas de novela, Soto inició un noviazgo con el también actor Pedro Palacio.  Actualmente tiene una relación sentimental con el actor colombiano Alejandro Aguilar, con quien tiene un hijo llamado Dante.

## Filmografía

### Presentadora
| Año           | Título                                        | Rol          | Canal     |
| ------------- | --------------------------------------------- | ------------ | --------- |
| 2021-presente | Buen día, Colombia                            | Presentadora | Canal RCN |
| 2021-presente | Mañana Express                                | Presentadora | Canal RCN |
| 2007          | La isla de los famosos 4: una aventura maya   | Presentadora | Canal RCN |
| 2005          | La isla de los famosos 3: la gran apuesta     | Presentadora | Canal RCN |
| 2005          | La isla de los famosos 2: una aventura pirata | Presentadora | Canal RCN |
| 2004-2020     | Noticias RCN                                  | Presentadora | Canal RCN |

## Televisión
| Año       | Título                  | Rol          | Canal     |
| --------- | ----------------------- | ------------ | --------- |
| 2020      | Pa’ quererte            | Presentadora | Canal RCN |
| 2005      | Los Reyes               | Presentadora | Canal RCN |
| 2003-2004 | Pandillas, guerra y paz | Maria Camila | Canal RCN |
| 2003-2004 | La costeña y el cachaco | Eunice       | Canal RCN |
| 2003-2004 | Retratos                |              | Canal RCN |

## Programas
| Año  | Título                  | Rol          | Canal     |
| ---- | ----------------------- | ------------ | --------- |
| 2020 | Pasus3 en Casa          | Invitada     | Youtube   |
| 2002 | Protagonistas de novela | Participante | Canal RCN |

## Cine
| Año  | Título                  | Personaje | Nota |
| ---- | ----------------------- | --------- | ---- |
| 2016 | 20 dólares en la Habana |           |      |

## Teatro
| Año  | Título  | Personaje |
| ---- | ------- | --------- |
| 2011 | Casting |           |